# Distretto di Bernina
Il distretto di Bernina è stato un distretto del Canton Grigioni, in Svizzera, fino alla sua soppressione avvenuta il 31 dicembre 2015. Dal 1º gennaio 2016 nel cantone le funzioni dei distretti e quelle dei circoli, entrambi soppressi, sono stati assunti dalle nuove regioni; il territorio dell'ex distretto di Bernina coincide con quello della nuova regione Bernina.
Il distretto confinava con il distretto di Maloggia a nord-ovest e con l'Italia (provincia di Sondrio in Lombardia) a nord, est, sud ed ovest. Il capoluogo era Poschiavo. Il distretto di Bernina era il nono distretto per superficie e l'ultimo per popolazione del Canton Grigioni.

## Geografia antropica

### Suddivisioni amministrative

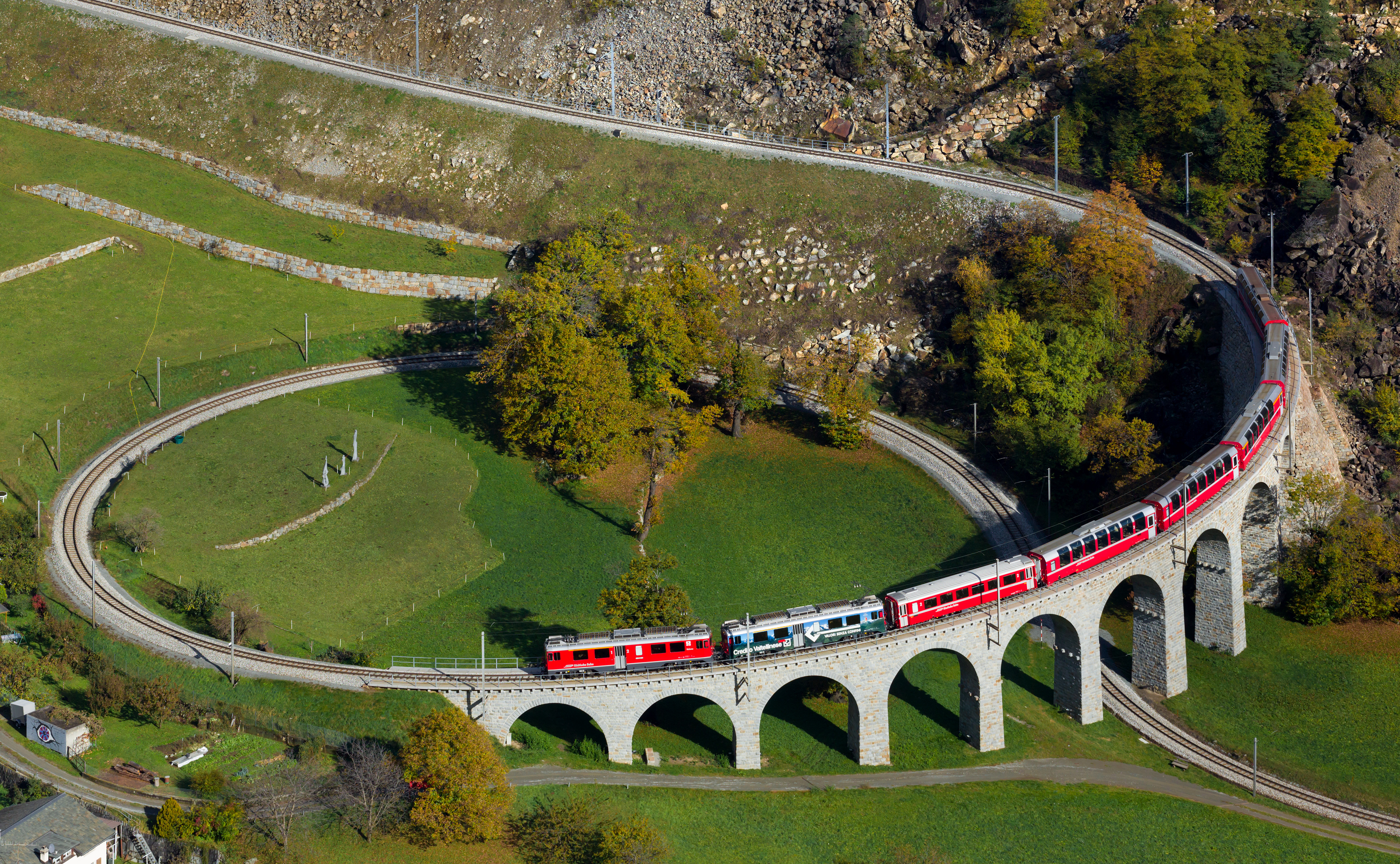
Bernina Express sul viadotto elicoidale di Brusio

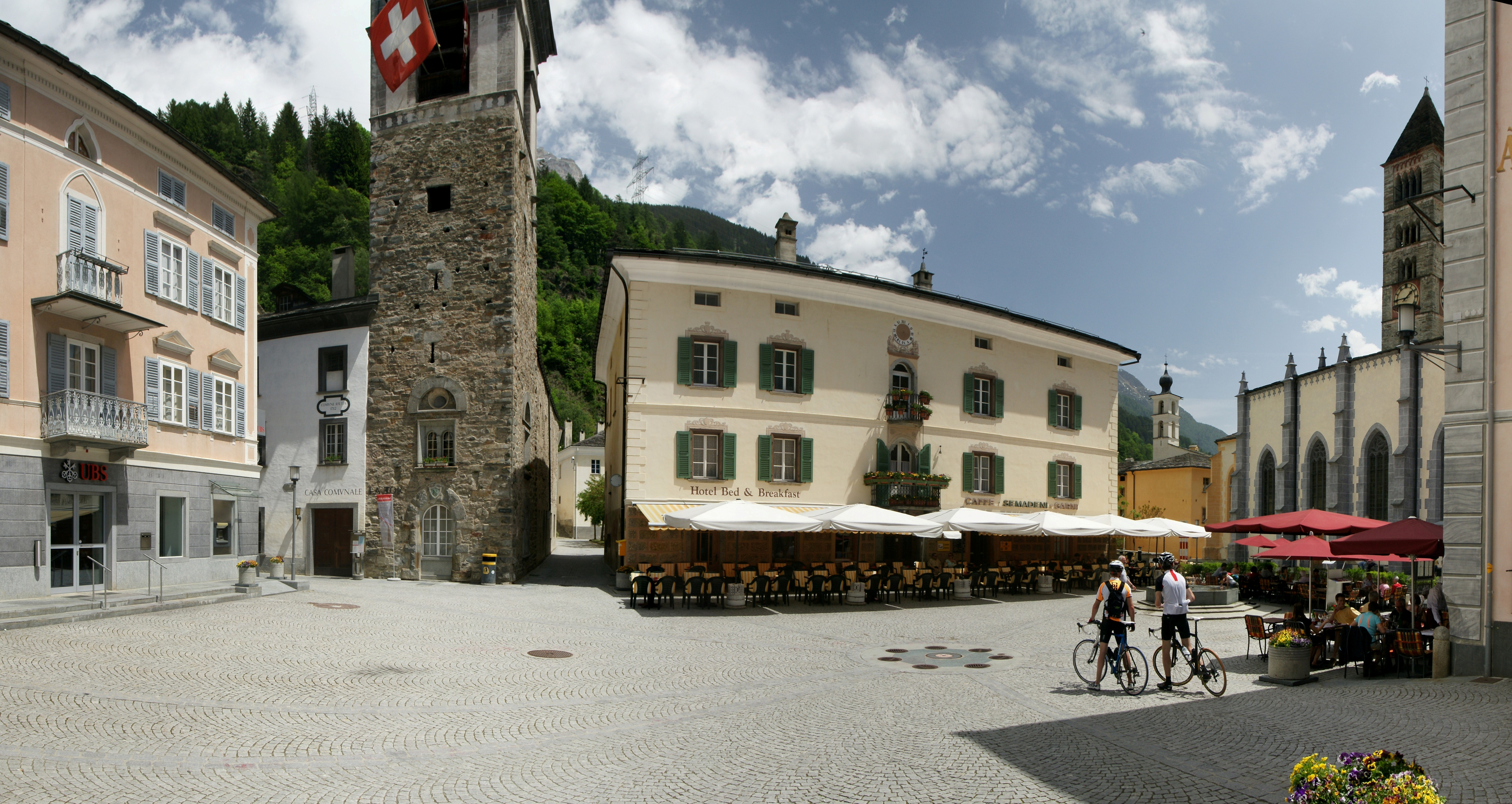
Piazza Comunale, Poschiavo

Il distretto di Bernina era diviso in 2 circoli e 2 comuni:
| Circolo di Brusio | Circolo di Brusio | Circolo di Brusio   | Circolo di Brusio |
| Stemma            | Nome del comune   | Abitanti 31-12-2016 | Superficie in km² |
| ----------------- | ----------------- | ------------------- | ----------------- |
| Brusio            | Brusio            | 1122                | 46.29             |

| Circolo di Poschiavo | Circolo di Poschiavo | Circolo di Poschiavo | Circolo di Poschiavo |
| Stemma               | Nome del comune      | Abitanti 31-12-2016  | Superficie in km²    |
| -------------------- | -------------------- | -------------------- | -------------------- |
| Poschiavo            | Poschiavo            | 3534                 | 191.01               |